# Bernard Bonnet
Pour les articles homonymes, voir Bonnet.
Bernard Bonnet, né le 11 février 1948 à Grünstadt en Allemagne, est un préfet français.
Il est le père de la journaliste Anne-Laure Bonnet.

## Biographie

### Carrière
Fils de militaire, il est d'abord cinq ans inspecteur des impôts avant d'entrer, au titre du concours interne,  à l'ENA dans la promotion Guernica de 1976. Il effectue ensuite une carrière au sein de l’administration préfectorale au Ministère de l'Intérieur. Il dirige d’abord le cabinet du préfet de Vendée, puis, en 1978, celui du Pas-de-Calais, avant d’être nommé, en 1979, secrétaire général de l’Aude.
De janvier 1991 à octobre 1992, il est adjoint à la sécurité pour les préfets de Haute-Corse et de Corse-du-Sud avant d'être nommé préfet des Pyrénées-Orientales en 1993 par Charles Pasqua. Selon Libération,  son passage dans ce département est controversé, notamment lorsqu'il envoie une lettre à tous les maires les menaçant de supprimer des subventions si les conseils municipaux utilisaient le catalan. 
En 1996 des archives contenant les fichiers des juifs internés au camp de Rivesaltes pendant  la seconde guerre mondiale sont retrouvées par un employé municipal à la déchetterie de Perpignan. Le préfet Bonnet porte alors plainte contre l'employé municipal et le journaliste de l'Indépendant qui a révélé l'affaire. 

### Préfet de Corse
Seul volontaire pour le poste, il  est nommé préfet de Corse le 9 février 1998 par Le Président de la République Jacques Chirac, sur proposition du ministre de l'intérieur Jean-Pierre Chevènement, trois jours seulement après l’assassinat de son prédécesseur, Claude Érignac, pour « rétablir l’État de droit ». Il utilise notamment l'article 40 du Code de procédure pénale qui lui permet de dénoncer à la justice tous les actes répréhensibles dont il a connaissance.
Devant l’Assemblée de Corse, le 31 octobre 1998, il répond aux élus nationalistes de Corsica Nazione qui lui demandent avec provocation quand il « compte partir » : « Je partirai quand vos amis cesseront le racket, quand vos amis cesseront d’assassiner dans les fêtes de village, quand vos amis cesseront de déposer des explosifs. »

### Affaire des paillotes et condamnation
Le nom du préfet est évoqué au sujet d'une paillote incendiée au moment du conflit sur le modèle de développement de l'île entre l'État et les propriétaires de paillotes corses, parfois présentées à Paris comme des symboles de « l'état de non-droit », à la fin des années 1990, qui a débouché sur la révision du plan d'aménagement adopté en 2015. Dans la foulée de l'assassinat du préfet Claude Erignac, le 6 février 1998, à Ajaccio, une unité spéciale de gendarmes, sur ordre du préfet « pyromane » Bernard Bonnet, aurait en avril 1999 procédé à l'incendie de la paillote "Chez Francis", basée sur une plage de la commune de Coti-Chiavari.
Après cette « affaire des paillotes » en avril 1999, Bernard Bonnet et son directeur de cabinet, Gérard Pardini (ancien cadre supérieur civil de la DGSE), sont placés en garde à vue, puis mis en examen et écroués pour « complicité de destruction de biens par incendie en bande organisée ». Il quitte la Corse au bout de 14 mois.
Il est condamné le 15 janvier 2003 pour avoir, en tant que préfet de Corse, ordonné en 1999 de mettre le feu à deux paillotes (« Chez Francis » et « Aria Marina ») construites illégalement sur le domaine public (qui auraient dû être démolies 4 ans plus tôt, suite à décisions de justice le 4 mai 1995), jugement confirmé par la chambre criminelle de la Cour de cassation le 13 octobre 2004. Condamné à trois ans de prison, dont un an ferme, il a bénéficié d'une mesure de libération conditionnelle qui lui permet d'éviter de retourner en prison, après deux mois de détention provisoire à la prison de la Santé à Paris le 5 mai 1999, sur ordre du juge d'instruction Patrice Camberou.
Le 13 octobre 2004, la Cour de cassation rejette le pourvoi formé par l'ancien préfet de Corse contre sa peine. Il a sollicité de Jacques Chirac, en mars 2005, une grâce présidentielle qui lui a été refusée, et il s'est vu déchu de ses décorations (ordre national du Mérite et Légion d'honneur).

### Retraite
Bernard Bonnet est mis à la retraite d'office en octobre 2005.

## Publications
- Bernard Bonnet, La Formation professionnelle des adultes, L'Harmattan, 1999.
- Bernard Bonnet, Préfet en Corse, Michel Lafon, 1999.
- Bernard Bonnet, À vous de juger, Flammarion, 2001.
- Bernard Bonnet, Le Sang et le Pilori, L'Archipel/Belfond, 2005.
- Bernard Bonnet, Colonna. Les silences du doute, L'Archipel, 2011[7].

## Téléfilm
- Téléfilm de fiction, 1h 30: Mission sacrée, France 3, 27 septembre 2011.